# Арви
Арви (لسان الأروي Лисан-уль-Арви или Лисан аль-Арви; язык Арви;
அரபு — தமிழ் арабо-тамильский) — представляет собой письменный диалект тамильского языка, который использует для записи арабский алфавит. Возникновение такого диалекта объясняется обширным лексическим влиянием арабского языка. Арви широко использовался мусульманским меньшинством индийского штата Тамилнада и Шри-Ланки. Несколько исламских школ по-прежнему преподают основы Арви.

## История
Арви стал результатом культурного обмена между морскими торговцами-арабами и мусульманами, говорящих на тамильском в регионе Тамилнад. Он широко использовался в местных юриспруденции, суфизме, праве, медицине и сексологии, от которых мало что сохранилось. Он был использован в качестве моста для тамилоговорящих мусульман к изучению арабского языка. Были найдены многочисленные рукописи хадисов на Арви. Большинство книг фикха, в частности, имама Шаафи и имама Абу Ханифа, также были найдены, написанными на арви. В 1926 году был найден перевод на арви библии. Арви вносил существенный вклад в образование и прогрессирование мусульманских женщин в Южной Индии и на Шри-Ланке. Женщины, владеющие арви, были активными участниками в социальной структуре общества, играя жизненно важную роль в образовании, медицине и даже политике.
Большая часть работ, написанных на арви, погибло в два периода времени: в XVI веке с приходом в регион португальцев и в XX веке с приходом дешёвого типографского способа печатания книг. Использование арабской графики вело к тому, что арви было трудно адаптировать к печати.
В настоящее время большая часть рукописей, хранящихся в домах и в частных, общественных и институциональных библиотеках, повреждены и уничтожены насекомыми (термитами). Предпринимаются усилия, чтобы остановить вымирание и возродить язык.
Арви всё ещё употребляется среди более традиционных индийских тамильских мусульман и ланкийских ларакалла.

## Написание
Алфавит Арви — это арабский алфавит с тринадцатью дополнительными буквами, используемыми для представления тамильских гласных е и о и несколько согласных тамильского языка, которые не могут быть сопоставлены с арабскими звуками.

## Буквы алфавита арви[4]

### Буквы для согласных
| Тамильское письмо | МФА                     | Арви (арабское письмо)               |
| ----------------- | ----------------------- | ------------------------------------ |
| க்                 | [k], [ɡ], [x], [ɣ], [h] | ك‎ или ࢴ‎ (изображение)                |
| ங்                 | [ŋ]                     | ࢳ‎ (изображение)                      |
| ச்                 | [t͡ʃ], [d͡ʒ], [ʃ], [s]    | چ‎ другие варианты: س‎ ش‎ ج‎             |
| ஞ்                 | [ɲ]                     | ݧ‎ другие варианты: ࢳ‎ (изображение) ن‎ |
| ட்                 | [ʈ], [ɖ], [ɽ]           | ڊ‎                                    |
| ண்                 | [ɳ]                     | ڹ‎                                    |
| த்                 | [t̪], [d̪], [ð]           | ت‎ другие варианты: ث‎ ذ‎               |
| ந்                 | [n̪]                     | ن‎                                    |
| ப்                 | [p], [b], [β]           | ڣ‎ другие варианты: ف‎                 |
| ம்                 | [m]                     | م‎                                    |
| ய்                 | [j]                     | ي‎                                    |
| ர்                 | [ɾ]                     | ڔ‎ другие варианты: ر‎                 |
| ல்                 | [l]                     | ل‎                                    |
| வ்                 | [ʋ]                     | و‎                                    |
| ழ்                 | [ɻ]                     | ۻ‎                                    |
| ள்                 | [ɭ]                     | (изображение) другие варианты: ۻ‎     |
| ற்                 | [r], [t], [d]           | ر‎ другие варианты: ڔ‎                 |
| ன்                 | [n]                     | ن‎ иногда: ڹ‎                          |

| Тамильское письмо | МФА              | Арви (арабское письмо) |
| ----------------- | ---------------- | ---------------------- |
| ற்ற்                | [rː], [tː], [dː] | ڔّ‎ تّ‎                    |
| ட்ட்                | [ʈː], [ɖː], [ɽː] | ڍ‎                      |

- Буква  ещё не внесена в Юникод.

### Буквы для гласных
| Тамильское письмо. Независимые знаки для гласных | Тамильское письмо. Зависимые знаки для гласных | МФА      | Арви. Написание отдельно и в начале слова | Арви. Написание в средине и в конце слова |
| ------------------------------------------------ | ---------------------------------------------- | -------- | ----------------------------------------- | ----------------------------------------- |
| அ                                                |                                                | [ʌ]      | اَ‎                                         | َ◌                                         |
| ஆ                                                | ா                                               | [a:]     | اٰ‎                                         | ا َ◌                                       |
| இ                                                | ி                                               | [i]      | يِ‎                                         | ِ◌                                         |
| ஈ                                                | ீ                                               | [i:]     | يِي‎                                        | ي ِ◌                                       |
| உ                                                | ு                                               | [u], [ɯ] | اُ‎                                         | ُ◌                                         |
| ஊ                                                | ூ                                               | [u:]     | اُو‎                                        | و ُ◌                                       |
| எ                                                | ெ                                               | [e]      | يࣣ‎ (изображение)                           | ࣣ◌ (изображение)                           |
| ஏ                                                | ே                                               | [e:]     | يࣣي‎ (изображение)                          | ي ࣣ◌ (изображение)                         |
| ஐ                                                | ை                                               | [ʌj]     | اَي‎                                        | ي َ◌                                       |
| ஒ                                                | ொ                                               | [o]      | اٗ‎                                         | ٗ◌                                         |
| ஓ                                                | ோ                                               | [o:]     | اٗو‎                                        | و ٗ◌                                       |
| ஔ                                                | ௌ                                               | [ʌʋ]     | اَو‎                                        | و َ◌                                       |